# Über Philosophie und Christentum in Beziehung auf der Hegel'schen Philosophie gemachten Vorwurf der Unchristlichkeit
Vooruitlopend op zijn hoofdwerk Das Wesen des Christenthums schreef de Duitse Filosoof Ludwig Feuerbach in 1838 zijn essay Über Philosophie und Christenthum in Beziehung auf der Hegel’schen Philosophie gemachten Vorwurf der Unchristlichkeit.

## Voorgeschiedenis
Tussen circa 1824 en midden jaren 1830 was Ludwig Feuerbach nog een enthousiaste verdediger van Hegels filosofie. In deze periode verdedigde hij Hegels gedachtegoed en denkwijze. In die jaren positioneerde hij zich nog als orthodox hegeliaan en gaf hij aan de Universiteit van Erlangen, waar hij zelf in 1828 was afgestudeerd, zelfs colleges over de logica en metafysica zoals Hegel die had geïntroduceerd.
Tussen 1837 en 1838 begon Feuerbach echter stilaan afstand gaan nemen van Hegel: hij stelde kritische vragen over de idealistische identiteit tussen denken en zijn, benadrukte de tegenstelling tussen abstracte begrippen en sensuele werkelijkheid, en trok Hegels mystiek in twijfel.
De publieke breuk kwam in 1839, met de publicatie van zijn essay Zur Kritik der Hegelschen Philosophie. Daarin keerde hij zich openlijk tegen Hegels idealisme: hij noemde het een ¨rationalistisch mysticisme dat het sensuele leven onderwaardeert¨
In 1841 verscheen Feuerbachs Das Wesen des Christenthums, waardoor Feuerbach tot de kernfilosoof van de linkse Hegeliaanse beweging werd. Hij verwierp expliciet kerkelijke en idealistische religie, en formuleert een materialistische en antropologische kritiek: “het geheim van de theologie is antropologie”
In zijn manifesten Vorläufige Thesen zur Reformation der Philosophie (1842) en Grundsätze der Philosophie der Zukunft (1843) formuleerde Feuerbach regelrecht aan de filosofie van Hegel tegengestelde stellingnamen en ontwikkelde hij zijn nieuwe natuurlijke, materialistische filosofie
Zijn biograaf Adolph Kohut beschreef in 1909 hoe Feuerbach aanvankelijk in Heidelberg en Berlijn, vanaf ca. 1823–1825, nog onder de invloed van Hegel en van Hegeliaanse docenten viel en zich aansloot bij Hegels filosofie.
Kohut stelt dat het omslagjaar 1839 was: in zijn biografie besteedt hij expliciet aandacht aan de publicatie van Zur Kritik der Hegelschen Philosophie, die hij markeert als het begin van Feuerbachs scherpe kritiek op zijn voormalige leermeester.
Daarna bespreekt Kohut de periode rond 1841–1843 waarin Feuerbach via Das Wesen des Christenthums en de manifesten van 1842/43 definitief afstand neemt van Hegel en zijn filosofische koers radicaal verandert.

## Het “verwijt van onchristelijkheid”
Feuerbach reageerde op Hegeliaanse critici, die beweerden dat de filosofie, met name Hegels systeem, onchristelijk zou zijn– oftewel, dat ze naar hun oordeel de christelijke religie ontmantelde of ondermijnde. Feuerbach stelde zich daarbij op als verdediger van de juiste verhouding tussen filosofie en religie.
Zijn doel was:
- aantonen wat ‘onchristelijkheid’ eigenlijk inhoudt;
- de vermeende onchristelijkheid van Hegeliaanse filosofie te onderzoeken;
- duidelijk maken hoe de filosofie en het christendom elkaar kunnen aanvullen in plaats van uitsluiten.

## Christendom en filosofie
Feuerbach begon met het verduidelijken van wat hij verstond onder die twee termen:
Christendom is voor hem geen statisch set dogma’s, maar een levende, menselijke religie met morele en antropologische wortels. De essentie ligt in het geloof in een persoonlijk God, de menselijke verantwoordelijkheid en liefde.
Filosofie, in Hegels betekenis, is de rationele gedachtenvorming die streeft naar zelfbewustzijn van het denken zelf. Ze is niet gericht op incidentele leerstellingen, maar op de grondslagen van de werkelijkheid, inclusief religie.
Feuerbach benadrukte dat filosofie en religie niet tegenstrijdig zouden hoeven te zijn, zolang hun terrein en methode erkend worden: filosofie maakt gebruik van redelijkheid en algemene begrippen, religie draait om het individuele, de symboliek, en geestelijke gemeenschap.

## Het verwijt van “onchristelijkheid”
Feuerbach vroeg zich af: wat bedoelen critici precies met “ongodsdienstig”? Feitelijk lijkt het te betekenen:
- afwijzing van dogma’s zoals de goddelijke drievuldigheid, de ziel als ding of de here afterlife;
- ontbinding van de bijzondere toeschrijvingen aan Christus;
- argumenten tegen het antropomorfe beeld van God.

Feuerbach nuanceertdedat iets “ontkerstend” is pas wanneer een filosofie Gods wezen afwijst en daarmee het wezen van de religie als zodanig ondermijnt.

## Hegels filosofie: een gevaar voor het christendom?
Critici beweerden dat Hegel het christendom zou reduceren tot een moment in de filosofische ontwikkeling en het daarmee relativeerde. Feuerbach erkende dat Hegel religieuze verschijnselen als historische en rationele uitleg toonde, maar betoogde dat dat niet impliceerde dat hij het christendom vernietigde. Hegels methode toonde juist hoe religie zou bijdragen aan de universele zelftest van de geest.

## Waarom Hegel niet onchristelijk zou zijn
Feuerbach verdedigt Hegel langs drie lijnen:
- Theoretische coherentie

Hegels filosofie was methodisch en conceptueel solide: religieuze ideeën zijn manifestaties van de zelfreflectie van de absolute Geest, en het nadenken over die geest ondermijnde die niet.
Religie is geen willekeurige illusie, maar noodzakelijk organisch in de evolutie van het denken.
De dialectische beweging van these-antithese-synthese omvat religie als element waarop de filosofie voortbouwt.
- Historisch-antropologische rol

Hegels filosofie biedt het christendom zijn historische context en menselijke oorsprong:
Religieuze vormen ontstonden uit de geestelijke zelfontwikkeling van de mens.
Hegel demonstreerde hoe religie aanvankelijk slechts moment in het zelfbewustzijn zou zijn, maar ook hoe het kan uitmonden in afstemmingsvermogen, moraliteit en gemeenschap.

## Normatieve implicaties
Feuerbach onderstreept dat Hegel niet werkt tegen de christelijke moraal. Integendeel:
Hegel behoudt waarden als liefde, recht en gemeenschap, maar plaatst ze in een breder, filosofisch kader. Ze worden universeel geldend, niet gebonden aan een specifieke godsdienst.

## Filosofie en kerk: geen rivaliteit maar complementariteit
Feuerbach pleit voor een vruchtbare verhouding:
- Filosofie zou religie moeten begrijpen: niet veroordelen, maar uitleggen uit redelijkheid en historisch onderzoek.
- Religie zou filosofie moeten waarderen: als hogere, verhoogde reflectie op wat zij zelf gedenkt en uitdrukt.

Beide trekken samen op in de bevordering van waarheid en moraliteit: filosofie als algemene logica, religie als symbool voor de diepte van geestelijke ervaring.
Feuebach bestrijdt dat filosofie een “ongoddelijke” houding zou zijn wanneer ze kritisch is op oppervlakkige geloofspraktijken. Filosofie kan met mededogen willen filosoferen over het geloof, zonder de mens achter het geloof te verwaarlozen.

## Structurele argumentatie in zes stappen
Feuerbach ordende zijn essay als volgt (niet letterlijk gelabeld, maar onderliggend zichtbaar):
- Introductie van het probleem – wat betekent christelijk zijn binnen filosofie?
- Definitie van onchristelijkheid – helder krijgen van de criteria.
- Analyse van Hegels behandeling van religie – is die reductiewaardig?
- Verdediging van Hegel op conceptueel niveau.
- Sprong naar praktische en morele implicaties – worden christelijke waarden wel gerespecteerd?
- Conclusie: filosofie en religie zijn geen vijanden – integendeel, ze zijn spiegel en versterking van elkaar.

## Filosofische consequenties
Feuerbach plaatste dit debat in een bredere context, namelijk dat van de religiewetenschap:
- het erkennen van religie als historisch en antropologisch fenomeen zou sporen met de moderne wetenschappelijke geest.
- de ontwikkeling van het moderne bewustzijn: de scheiding tussen menselijk en goddelijke denken zou onvermijdelijk zijn in hogere vorming van geest; dat is geen verval, maar evolutie.
- de liberalisering van religie: door vrij van dogmatische brandmerken kan de religie zich opnieuw ontvouwen als kracht tot liefde en ethiek. Filosofie draagt bij aan zuiver denken, religie aan diepte van leven.

Filosofie (die van Hegel in het bijzonder) zou allerminst onchristelijk zijn; ze is veeleer een noodzakelijke verdieping en ontsluiting van het ware wezen van religie, mits religie en filosofie hun methoden en doelen onderscheiden en respecteren.

## Reflectie en actuele relevantie
Voor de contemporaine geloofsdialoog: Feuerbach bood een voorbeeld van hoe filosofische kritiek als dienstbaar en revitaliserend zou kunnen werken voor religie:
- in de wetenschapsgeschiedenis: een vroege articulatie van de verhouding tussen positivisme/ idealisme en religieuze traditie.
- voor actuele theologische debatten: zijn model dient als brug tussen dogmatisch geloof en kritisch denken – toepasbaar in interreligieus en seculier-humanistische contexten.